# Nicole Boegman
Nicole Jane Boegman, później Staines, obecnie Boegman-Stewart (ur. 5 marca 1967 w Sydney) – australijska lekkoatletka, specjalistka skoku w dal, dwukrotna medalistka igrzysk Wspólnoty Narodów, trzykrotna olimpijka.

## Kariera sportowa
Zajęła 4. miejsce w skoku w dal na igrzyskach Konferencji Pacyfiku w 1985 w Berkeley oraz 5. miejsce w tej konkurencji na światowych igrzyskach halowych w 1985 w Paryżu. Na igrzyskach Wspólnoty Narodów w 1986 w Edynburgu zajęła 8. miejsce w skoku w dal, a sztafeta 4 × 100 metrów z jej udziałem nie ukończyła biegu, zaś na mistrzostwach świata w 1987 w Rzymie również zajęła 8. miejsce w skoku w dal.
Boegman zajęła 5. miejsce w finale skoku w dal na igrzyskach olimpijskich w 1988 w Seulu oraz 3. miejsce w zawodach pucharu świata w 1989 w Barcelonie. Na halowych mistrzostwach świata w 1991 w Sewilli zajęła 6. miejsce. Odpadła w kwalifikacjach na mistrzostwach świata w 1991 w Tokio i na igrzyskach olimpijskich w 1992 w Barcelonie (nie miała mierzonego skoku). Zajęła 7. miejsce na mistrzostwach świata w 1993 w Stuttgarcie.
Zwyciężyła w skoku w dal na igrzyskach Wspólnoty Narodów w 1994 w Victorii, wyprzedzając Yinkę Idowu z Anglii i Christy Opara-Thompson z Nigerii. Zajęła 7. miejsce w zawodach pucharu świata w 1994 w Londynie i 4. miejsce na halowych mistrzostwach świata w 1995 w Barcelonie. Odpadła w kwalifikacjach na mistrzostwach świata w 1995 w Göteborgu.
Zajęła 7. miejsce na igrzyskach olimpijskich w 1996 w Atlancie i 6. miejsce w pucharze świata w 1998 w Johannesburgu. Zdobyła brązowy medal na igrzyskach Wspólnoty Narodów w 1998 w Kuala Lumpur, przegrywając jedynie z Joanne Wise z Anglii i z Jackie Edwards z Bahamów. Zajęła 9. miejsce na mistrzostwach świata w 1999 w Sewilli.
Boegman była mistrzynią Australii w skoku w dal w latach 1986/1987, 1987/1988, od 1991/1992 do 1995/1996, 1997/1998 i 1998/1999 oraz w trójskoku w 1992/1993, wicemistrzynią w skoku w dal w 1982/1983 i 1985/1986 oraz brązową medalistką w tej konkurencji w 1984/1985 i 2001/2002. Była również mistrzynią Wielkiej Brytanii (WAAA) w skoku w dal w 1988 i 1989 oraz także halową mistrzynią tego kraju w 1989.
14 sierpnia 1988 w Gateshead ustanowiła rekord Australii w skoku w dal rezultatem 6,87 m. Dwukrotnie poprawiała rekord swego kraju w trójskoku do wyniku 13,28 m (26 stycznia 1995 w Adelaide). Jest aktualną (listopad 2020) halową rekordzistką Australii i Oceanii w skoku w dal z wynikiem 6,81 m, uzyskanym 12 marca 1995 w Barcelonie.

## Życie prywatne
Była przez pewien czas żoną Gary’ego Stainesa, brytyjskiego lekkoatlety długodystansowca, wicemistrza Europy z 1990 w biegu na 5000 metrów.